# King's Quest IV: The Perils of Rosella
King's Quest IV: The Perils Of Rosella är ett äventyrsspel som ursprungligen släpptes år 1988. Spelet är det fjärde i King's Quest-serien och utvecklades av företaget Sierra Entertainment.

## Handling
I King's Quest IV är den spelarkontrollerade karaktären prinsessan Rosella, en karaktär som först dök upp i en mindre roll i King's Quest-serien i det föregående spelet. Prinsessan Rosella är dotter till kung Graham (spelarkaraktären från King's Quest I: Quest for the Crown och King's Quest II: Romancing the Throne) och syster till Gwydion/prins Alexander (spelarkaraktären från King's Quest III: To Heir Is Human).
Kung Graham har drabbats av en hjärtinfarkt och är döende. Prinsessan Rosella beger sig ut på ett äventyr där hon försöker att finna en magisk frukt som kan rädda hennes döende far.